# Kantschalan (Ort)
Kantschalan (russisch Канчала́н) ist ein Dorf (selo) im Autonomen Kreis der Tschuktschen (Russland) mit 629 Einwohnern (Stand 14. Oktober 2010).

## Geographie

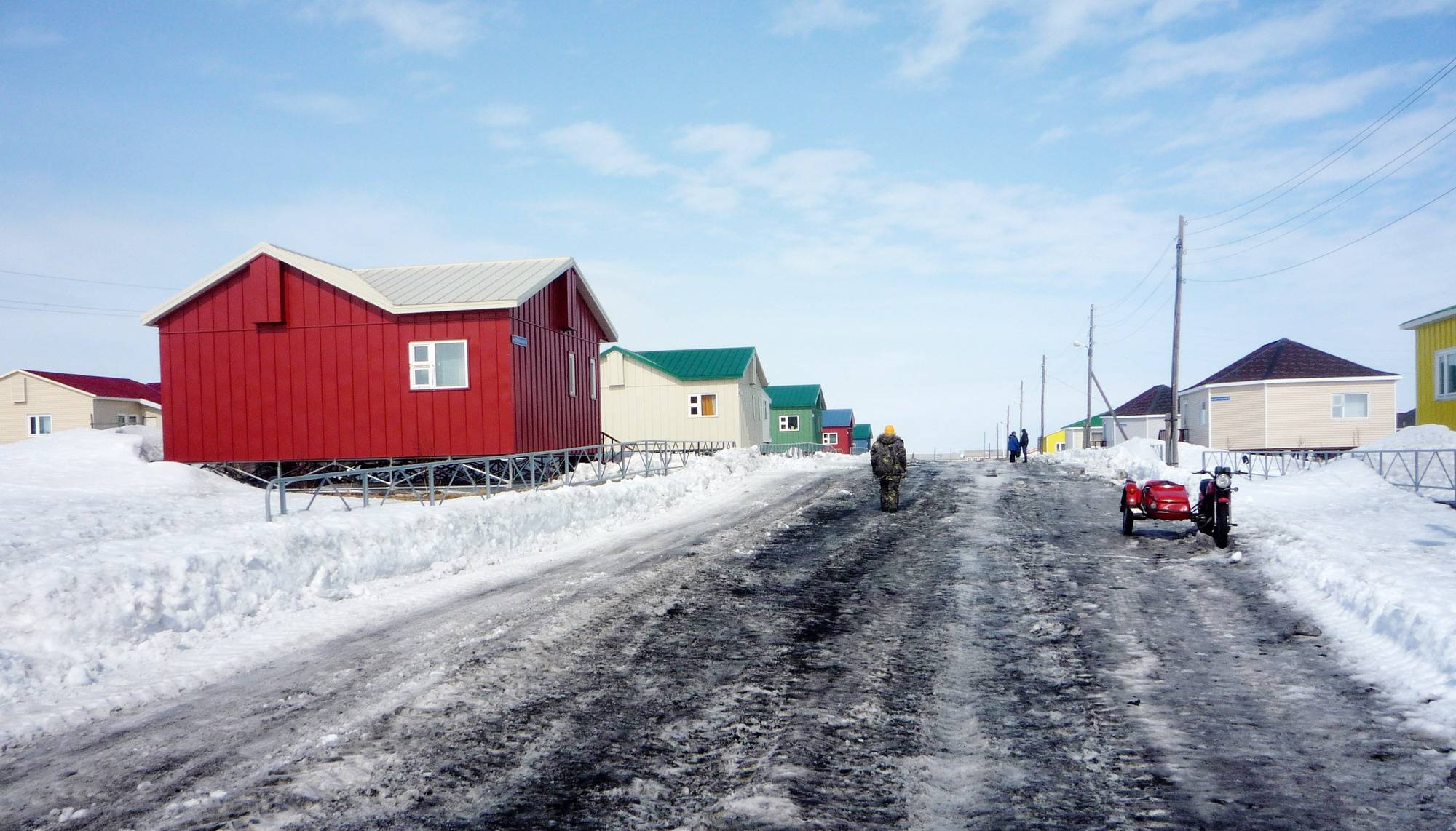
Straße in Kantschalan (Mai 2009)

Der Ort liegt in der Tundra am rechten Ufer des namensgebenden Flusses Kantschalan, der gegenüber der Stadt Anadyr von links in den Ästuar des Flusses Anadyr mündet. Unmittelbar oberhalb von Kantschalan vereinigen sich die beiden großen Flussarme des Kantschalan, die nördlich eine 30 km lange und bis zu 15 km breite Insel bilden: der linke Nowy Kamtschalan („Neuer Kantschalan“) und der rechte Stary Kamtschalan („Alter Kantschalan“).
Kantschalan ist gehört zum Rajon Anadyrski und befindet sich etwa 60 km nordwestlich des Kreis- und Rajonverwaltungszentrums Anadyr. Es ist die einzige Ortschaft der gleichnamigen Landgemeinde (selskoje posselenije).

## Geschichte
Das Dorf wurde 1952 im Rahmen der Sesshaftmachung der halbnomadisch vorwiegend Rentierhaltung betreibenden tschuktschischen Urbevölkerung gegründet, die auch heute etwa 80 % der Einwohner des Ortes stellt. In den Jahren bis 2005 wurde faktisch die gesamte Bausubstanz des Ortes erneuert.

## Verkehr
Kantschalan besitzt keinen festen Straßenanschluss. Es ist in der eisfreien Zeit per Schiff oder Hubschrauber, im Winter über eine Eisstraße auf dem Kantschalan von Anadyr zu erreichen.